# William S. Schlamm
William S. Schlamm (* 10. Juni 1904 in Przemyśl, Galizien, Österreich-Ungarn als Wilhelm Siegmund Schlamm; † 1. September 1978 in Salzburg) war ein Journalist und Schriftsteller. Er schrieb bis in die 1930er Jahre für kommunistische Organe und wechselte im US-amerikanischen Exil zum Konservatismus.

## Kommunistische Phase
Schlamm war der Sohn eines wohlhabenden jüdischen Kaufmanns, eine Schwester war die Schriftstellerin Rusia Lampel. Schon als Gymnasiast in Wien schloss er sich der Jugendorganisation der Kommunistischen Partei Österreichs an. Als Mitglied der KPÖ avancierte er, noch Student der Staatswissenschaften, zum Redakteur der Wiener Roten Fahne, dem Zentralorgan der Partei.
Im Wiener Jung-Wandervogel lernte er 1920 den Psychoanalytiker Wilhelm Reich kennen. Dieser schrieb damals, er habe zu dem sieben Jahre Jüngeren „tiefe Verehrung gefasst“. Beide wurden enge Freunde, und auch die Ehepaare Willy/Stefanie Schlamm und Wilhelm/Annie Reich blieben in den 1920er Jahren eng befreundet. Schlamm und Reich erlebten die Ereignisse, die zum Wiener Justizpalastbrand am 15. Juli 1927 führten, als biographisch einschneidend. Schlamm sah in ihnen Zeichen eines Aufstands, der bis „zur siegreichen proletarischen Revolution, bis zur Diktatur des Proletariats voranzutreiben sei“. Während Reich 1929 in die KPÖ eintrat, wurde Schlamm zur gleichen Zeit als „Rechtsabweichler“ aus ihr ausgeschlossen. Obwohl ihre Wege sich spätestens in den Exiljahren nach 1933 trennten, berührten sie sich noch einmal 1937 im gleichzeitigen endgültigen Bruch mit dem Sowjetkommunismus aufgrund der Moskauer Prozesse. Willi Schlamm vollzog diesen Bruch öffentlich mit seinem Buch Diktatur der Lüge. Eine Abrechnung, das 1937 in Zürich veröffentlicht wurde.  Reich rezensierte dieses Buch 1937 in seiner Zeitschrift für Politische Psychologie und Sexualökonomie.

## Exil in Prag
1933 wurde Schlamm Redakteur der Weltbühne, die von Berlin nach Wien übersiedelt war. Ab 1934 wurde die Zeitschrift in Prag unter dem Namen Neue Weltbühne herausgegeben. Dort wurde Schlamm von Hermann Budzislawski aus der Redaktion verdrängt. Schlamm gründete die Europäischen Hefte  und trat darin für pazifistische und sozialistische Positionen ein.
In seiner Prager Zeit entwickelte Schlamm eine vertrauliche Beziehung zu Milena Jesenská, der Freundin Franz Kafkas. Diese war es auch, die Schlamm 1938 half, die Tschechoslowakei zu verlassen und in die USA zu emigrieren.

## Exil in den USA
In den Kriegsjahren schrieb er vor allem für die Zeitschriften Time und Life von Henry Luce. Von seinen ursprünglichen Positionen verabschiedete sich Schlamm mehr und mehr. 1942 wurde er zum Senior Editor der Zeitschrift Fortune ernannt. Über Whittaker Chambers und James Burnham hatte Schlamm Beziehungen zum Congress for Cultural Freedom und zur New Yorker Zeitschrift Partisan Review. Schlamm wandelte sich zu einem Konservativen, zu dessen Kreis auch Russell Kirk, eine Führungsfigur des amerikanischen Neokonservativismus, und die antikommunistische John Birch Society gehörten.
Joseph McCarthy, der Vorsitzende des 1947 gegründeten Komitee für unamerikanische Umtriebe, verhalf Schlamm zu einer Karriere in den USA. Schlamms Angriffe galten nicht nur dem Sowjetkommunismus, er kritisierte auch das linksliberale Amerika. Er schrieb für den Freeman. 1955 drängte er den jungen, streng konservativen Millionär Buckley zur Gründung einer ausdrücklich konservativen und streng antikommunistischen Wochenzeitschrift. Am 19. November 1955 erschien die erste Ausgabe der National Review. Schlamm war Mitherausgeber. Als ihre Aufgabe – wie es in einem Leitartikel hieß – verstand die Zeitung es, sich quer zur Geschichte zu legen und lauthals „Stop“ zu schreien. Rasch wurde das Blatt zum Zentralorgan der konservativen Bewegung. Buckley gelang es, namhafte Vertreter aller konservativen Richtungen zur Mitarbeit zu bewegen. Zur Redaktion gehörten in den ersten Jahren Denker wie Schlamm, James Burnham, Willmoore Kendall, Whittaker Chambers und Frank S. Meyer. Russell Kirk steuerte 25 Jahre lang eine Kolumne bei.

## Zurück in Europa
1959 kehrte er nach Europa zurück. Zunächst versuchte er von der Schweiz aus ein deutschsprachiges Journal zu gründen. Ende der fünfziger Jahre verpflichtete ihn der deutsche Verleger Axel Springer als Kommentator für Die Welt. Auch von seinen pazifistischen Positionen hatte sich Schlamm verabschiedet und betrachtete die Drohung mit Krieg als legitimes Mittel der Diplomatie. Pazifisten und Atomkriegsgegner verdienten „nichts als Verachtung und den Sowjetstiefel im Genick“. Diese Position vertrat er auf Vortragsreisen und auch im Stern.
Schlamm kritisierte 1968 in der Welt, „dass die linken Medien einer verschandelten Jugend grinsend den Hof machten“. 1972 gründete Schlamm mit Otto von Habsburg die Zeitbühne.
1971 wurde er mit dem Konrad-Adenauer-Preis der Deutschland-Stiftung ausgezeichnet.

## Schriften (Auswahl)
- Diktatur der Lüge. Eine Abrechnung. Verlag der Aufbruch, Zürich 1937.
- This second war of independence: a call to action. Dutton, New York 1940.
- Germany and the East-West Crisis: The Decisive Challenge to American Policy. Mc Kay, New York 1959 (online).
- Die Grenzen des Wunders. Ein Bericht über Deutschland, Europa Verlag, 1959.
- Die jungen Herren der alten Erde. Vom neuen Stil der Macht. Seewald, Stuttgart 1962.
- Wer ist Jude? Ein Selbstgespräch, Seewald, Stuttgart 1964.
- Vom Elend der Literatur. Pornographie und Gesinnung, Seewald, Stuttgart 1966.
- Am Rande des Bürgerkriegs, Zeitbuch-Verlag, Berlin 1970.
- Glanz und Elend eines Jahrhunderts. Europa von 1881 bis 1971. Ravensburg 1971. Auch Jubiläumsgabe der L. Merckle KG, Blaubeuren.
- Zorn und Gelächter – Zeitgeschichte aus spitzer Feder. Langen-Müller, München 1977.